# Apple TV
Епл ТВ (енгл. Apple TV) је дигитални медијски пријемник који производи и продаје компанија Епл. Он емитује мултимедијални садржај с Јутјуба, Фликра и Ајтјунса са Windows и макинтош рачунара на телевизор високе резолуције. Први пут га је приказао Стив Џобс, тадашњи директор Епла, 12. септембра 2006. године.